# Кладбище Ассистенс (Копенгаген)
Вспомогательное кладбище (дат. Assistens Kirkegård) — действующее кладбище в копенгагенском районе Нёрребро, одно из пяти муниципальных кладбищ датской столицы. Здесь покоятся многие знаменитые датчане, в том числе сказочник Ханс Кристиан Андерсен (1805—1875) и лауреат Нобелевской премии физик Нильс Бор (1885—1962).

## История
Торжественно открыто в 1760 году. Первоначально было местом захоронения бедняков для разгрузки переполненных кладбищ внутри городских стен, но во время «золотого века» (первая половина XIX века) обрело престиж.
Первым состоятельным гражданином, похороненном на этом кладбище, стал писатель-астроном и первый секретарь военной канцелярии Йохан Самуэль Огюстин. В 1785 году он обратился с особой просьбой о его похоронах именно здесь. За ним последовали другие представители местной элиты. Постепенно кладбище стало популярным местом прогулок, сюда стали водить экскурсии. В 1827 году шведский поэт Карл Август Никандер с любовью вспоминал кладбище Ассистенс:

«Чтобы насладиться ещё одним более мягким и спокойным праздником, однажды вечером я вышел через Северные ворота на так называемое кладбище Ассистенс. Это, безусловно, одно из самых красивых кладбищ в Европе. Лиственные деревья, темные тропы, яркие открытые цветочные просторы, храмы в тени тополей, мраморные гробницы, нависшие над плачущими ивами, урны или кресты, обёрнутые полосами роз, ароматы и пение птиц — все это превращает это место смерти в маленький рай».
Для прекращения шума на кладбище был принят специальный закон. Комиссия, созданная в 1805 году, издала правила, запрещавшие употребление еды и напитков, а также игру музыкантов или любое другое веселое поведение на кладбище. Могильщики, которые жили на территории кладбища, должны были обеспечить соблюдение этих ограничений. Закон 1813 года запретил продавать алкоголь посетителям кладбища. Поскольку на особо грандиозных похоронах собирались толпы зрителей, люди забирались даже на стены кладбища, чтобы лучше видеть происходящее. Для уменьшения количества посетителей говорили даже о введении платы за вход, но этого так и не произошло.

## Музей Стиллинга
В 2003 году в старой конюшне в углу кладбища был открыт небольшой музей, посвящённый похороненному рядом писателю и художнику Герману Стиллингу (1925—1996) — уроженцу района Нёрребро, в основном известному своими картинами троллей. Помимо постоянной экспозиции, в музее также есть выставочное пространство для специальных выставок, художественная мастерская для детей и юношества и кафе.

## Захоронения иностранцев
На кладбище имеется русский участок, где покоится, в частности, прах генерала Петра Мышецкого (1858—1925).
Также на кладбище находится урна с прахом великого джазмена Бена Уэбстера (1909—1973).